# سینت آنتونی‌پلدر
سینت آنتونی‌پلدر (به هلندی: Sint Anthoniepolder) یک منطقهٔ مسکونی در هلند است که در بینن‌ماس واقع شده‌است.